# أل باوتشر
أل باوتشر (بالإنجليزية: Al Boucher)‏ هو لاعب كرة قاعدة أمريكي، ولد في 13 نوفمبر 1881 في فرانكلين في الولايات المتحدة، وتوفي في 23 يوليو 1974 في توررانسي في الولايات المتحدة.

## وصلات خارجية
- أل باوتشر على موقعبيزبول رفرنس.كوم (الدوري الرئيسي) (الإنجليزية)
- أل باوتشر على موقعبيزبول رفرنس.كوم (الدوري الثانوي) (الإنجليزية)